# دنیل نابل
دنیل نابل (انگلیسی: Daniel E. Noble; ۴ اکتبر ۱۹۰۱ – ۱۶ فوریهٔ ۱۹۸۰) یک دانشمند بود.
وی همچنین برندهٔ جوایزی همچون مدال ادیسون انجمن مهندسان برق و الکترونیک و مدال بالنتاین استیوارت شده است.